# Billy Cobham
William Emanuel Cobham, detto Billy (Panama, 16 maggio 1944), è un batterista, percussionista e compositore statunitense di origine panamense.
Cobham ha saputo spaziare da un genere all'altro senza porre alcun limite alla sua musica e ciò è dimostrato da una vasta discografia e dalle numerose collaborazioni con artisti provenienti da tutto il mondo. Dalla fine degli anni sessanta ha rivoluzionato il modo di concepire le parti destinate alla batteria, apportando forza creativa all'ambito ritmico e quindi è riconosciuto come uno tra i più grandi e più virtuosi batteristi per la sua potenza e tecnica percussiva.
Ha raggiunto l'apice della fama a metà degli anni settanta divenendo uno dei musicisti più ambiti e imitati nell'ambito jazz, fusion e rock; è stato insignito con il "World Class Master", premio alla carriera che viene consegnato a quei musicisti che con passione hanno portato un contributo all'arte della musica avendo anche innumerevoli collaborazioni.

## Biografia
Nato a Panama, a 3 anni con tutta la famiglia si trasferisce a New York dove frequenta la High School of Music and Art, diplomandosi nel 1962.

Alla domanda su quali fossero state le tecniche dei batteristi da lui maggiormente studiate rispose: 

## L'esordio nel mondo del jazz
Terminati gli studi entra nella banda dell'esercito degli Stati Uniti e vi rimane dal 1965 al 1968. Dopo il congedo Cobham viene contattato dal pianista Horace Silver ed entra nel suo gruppo per circa un anno; vi rimane otto mesi, durante cui partecipa a molti concerti di cui rimangono alcune registrazioni video, disponibili anche in rete. Nello stesso periodo suona e registra con il sassofonista Stanley Turrentine, l'organista Shirley Scott, e con George Benson.
Nel 1969 si unisce al gruppo jazz rock Dreams di cui fanno parte i fratelli Randy e Michael Brecker e il chitarrista John Abercrombie.
In contemporanea lo chiama Miles Davis e lo fa suonare con lui in diversi dischi tra cui A Tribute to Jack Johnson e il celebre Bitches Brew che in un certo senso ha dato vita alla fusion. In alcuni dischi del trombettista Cobham è uncredited, ciò è dovuto ai problemi contrattuali dell'epoca e alle relative concessioni da parte delle case discografiche.

## Il periodo Mahavishnu
Nel 1971 lui e il chitarrista John McLaughlin lasciano Miles Davis e formano la Mahavishnu Orchestra che presto passerà alla storia con due storici dischi. A partire dal brano di apertura Meeting of the Spirits di The Inner Mounting Flame, emergono subito un'energia e una tecnica fuori dal comune e nasce così un nuovo linguaggio musicale.
Questa esperienza gli porterà fortuna e successo perché da quel momento in tanti chiederanno la sua collaborazione.
Esistono molti bootleg e video dei concerti dei tour europeo ed americano, oggetti molto ricercati tra fan.
Il sodalizio tra i componenti della Mahavishnu Orchestra si dissolve dopo soli 4 anni a causa di conflitti artistici ben spiegati nel libro Power, Passion and Beauty: The Story of the Legendary Mahavishnu Orchestra. Billy Cobham aveva già in mente di iniziare la sua carriera come solista perché la difficoltà dei brani a cui era sottoposto lo faceva sentire sotto pressione, avvertiva la necessità di sentirsi più libero.
Nel 1973 dopo Inner Mounting Flame e il successivo Birds of Fire la Mahavishnu Orchestra inizia le registrazioni di The Lost Trident Sessions che a causa delle divergenze notevoli tra McLaughlin e Jan Hammer non verrà mai pubblicato fino al 2002; in questo album si notano già alcuni pattern che Cobham inserirà in Spectrum.

## Spectrum e gli anni settanta

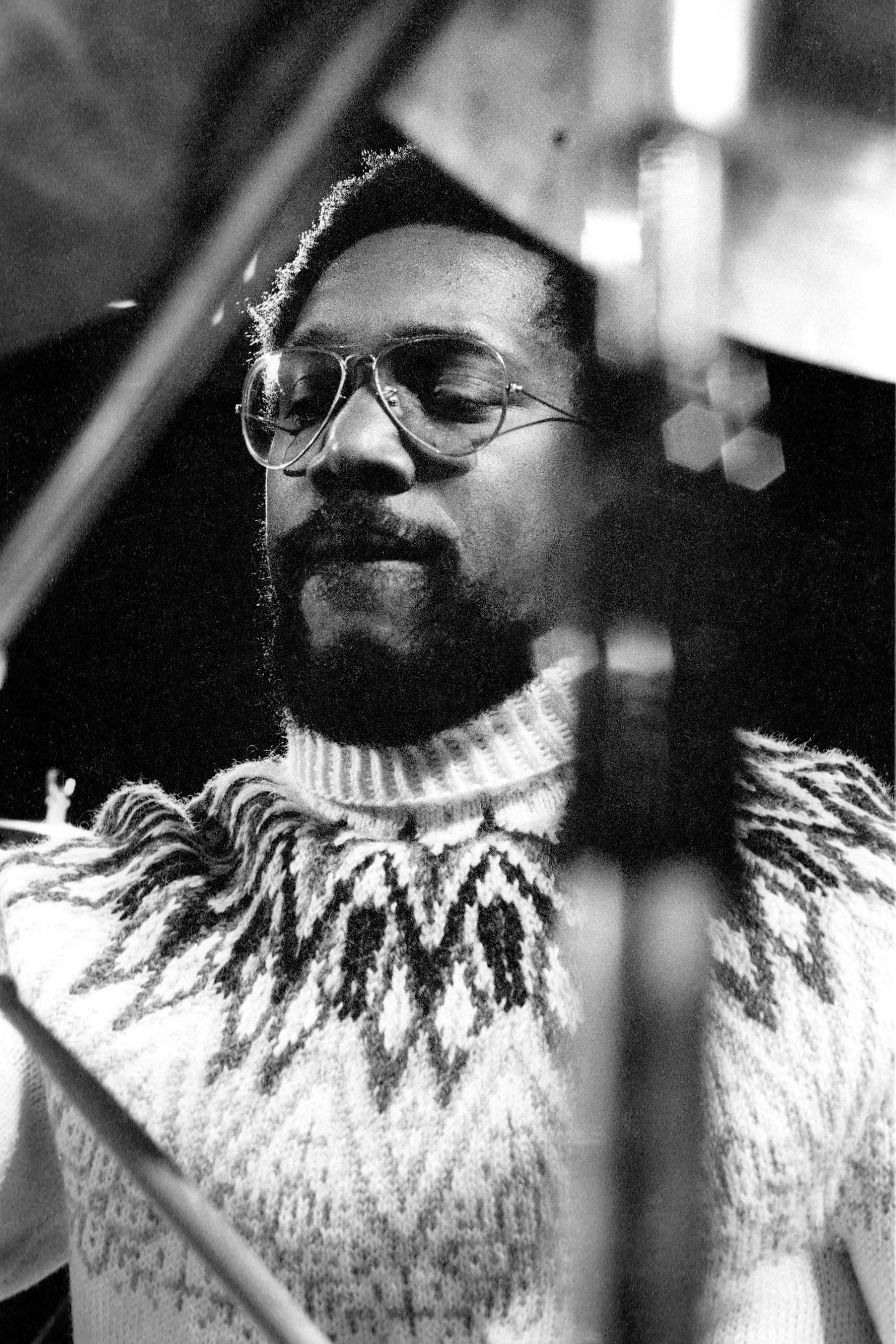
Billy Cobham nel 1974

È sempre nel 1973 che in un momento di grande creatività e libertà artistica esce Spectrum, unanimemente considerato il suo miglior album, e uno degli album "jazz-rock" più venduti di tutti i tempi. Così si fa conoscere al mondo come il batterista che univa la scuola e gli arrangiamenti del jazz all'energia del rock.
È enorme il contributo innovativo di quest'album al genere fusion: in esso emergono parti futuristiche e introspettive che antecedono brani ormai divenuti "standard" come Stratus o Red Baron. Non è casuale la scelta del virtuoso Tommy Bolin, cardine fondamentale del disco, e quella di altri musicisti di notevole caratura universalmente riconosciuti come Ron Carter, Lee Sklar, Jan Hammer.
Negli anni 70 Cobham continua comunque a fare da session man lavorando intensamente anche alla realizzazione di brani composti per film e serie televisive come Shaft di Isaac Hayes, Mission Impossible di Lalo Schifrin e molte altre.
Importante è la collaborazione con George Duke, presente in molti suoi dischi come A Funky Thide of Sings o Life & Times usando talvolta lo pseudonimo di "Dawilli Gonga". Probabilmente la sua migliore performance è quella del Montreux Jazz Festival nel 1976 con Alphonso Johnson e John Scofield e lo stesso George Duke. Da questa collaborazione uscirà Billy Cobham / George Duke Band live in Europe.
Molto importanti per la carriera di Cobham sono gli album: Crosswinds, Total Eclipse e il mistico Inner Conflicts.
Nel 1977 Cobham passa all'etichetta CBS che lo rende maggiormente accessibile a progetti più commerciali. In questi anni produce degli album che mirano alla piacevolezza di ascolto, caratterizzati da una minuziosa pulizia della registrazione e da arrangiamenti raffinati con groove "disco": Magic/ Symplicity of Expression Depth Of Though che contengono brani melodici come Bolinas, Pocket Change e dei brani più impegnativi dal punto di vista tecnico che conservano lo stile esplosivo: La Guernica e On A Magic Carpet Ride contenuta nell'album Magic. In questo gruppo di album alla fine degli anni settanta incide B.C che contiene anche due brani cantati come Mendocino e I don't wanna be without you.
Oltre agli album che lo vedono come leader, rimane notevolmente attivo come session drummer e si focalizza su questa opportunità ancor più alla fine degli anni settanta. John McLaughlin nel 1978 sceglie di nuovo il suo tocco in Electric Guitarist che segna l'inizio di un nuovo periodo per la fusion. I due leader non suonavano insieme nello stesso album dal 1973 (Love Devotion Surrender di Santana / McLaughlin), se si esclude la loro presenza nell'album School Days di Stanley Clarke pur non registrando insieme nello stesso brano. Sempre nel 1978 esce un album live dal titolo "AliveMutherForYa" dove Cobham in piena forma suona insieme ad Alphonso Johnson, Tom Scott, Steve Khan, e Mark Soskin. Nel disco sono contenuti in versione live 2 brani dall'album "Magic" (1977) dello stesso Cobham.

## Gli anni ottanta
Alla fine del 1979 Billy si trova ad Englewood Cliffs nel New Jersey per registrare il disco New York Slick di Ron Carter. Tra i due c'è sempre stata una grande collaborazione e un'intesa sin dalle partecipazioni in numerosi album di stelle jazz già affermate. Infatti nei primi anni ottanta si vedono insieme in numerosi concerti con Herbie Hancock nel celebre Trio Hurricane e compaiono insieme nell'album Uptown Conversation dello stesso Ron Carter.
Dal 1980 realizza con l'etichetta CBS nuove collaborazioni e situazioni musicali, suonando dal vivo con i Grateful Dead, Jack Bruce, e perfino nella Saturday Night Live band. Il progetto parallelo Bobby & the Midnites dei Grateful Dead lo vede nuovamente impegnato con la band.
Nel 1982 registra tre album per l'etichetta Elektra con la nuova formazione da lui creata e denominata Glass Managerie (con l'esordiente Mike Stern, Gil Goldstein, Tim Landers, Michael Urbaniak). Inoltre viene pubblicato un disco live Flight Time con la presenza del pianista Don Grolnick, che è l'autore del brano The Whisperer incluso nell'album.
Nel 1984 dopo sei anni John McLaughlin vuole nuovamente la sua partecipazione all'album Mahavishnu che conserva ancora il nome del gruppo che li aveva resi celebri Mahavishnu Orchestra. Sarà spesso ospite in trasmissioni televisive europee tra cui quella alla trasmissione di RAIUNO Fantastico nel 1986 in cui lui e Tullio De Piscopo vengono accolti da un pubblico caloroso e si esibiscono in un Drum Contest in diretta. Al termine dello show gli spettatori li acclamano con una lunga ovazione, evento presente oltre che negli archivi Rai anche in un video ospitato su YouTube (vedere collegamenti esterni di questa pagina).
Registra per la GRP Records Powerplay, Picture This, Warning album orientati sempre di più commercialmente in cui l'artista si avvicina all'elettronica con un ritorno alle origini dalle sonorità che ricordano l'Africa miscelato all'uso di strumentazioni e suoni digitalizzati. Caratteristica originale di questi tre album è che sono concepiti per essere reinterpretati e suonati dal vivo. Cobham ritornerà ospite alla RAI nel dicembre del 1987 e gli verrà dedicata una settimana di interviste al programma televisivo D.O.C di Renzo Arbore condotto da Gegè Telesforo.
Nel 1988 viene contattato da Peter Gabriel per la creazione della colonna sonora del film L'ultima tentazione di Cristo diretto da Martin Scorsese; Cobham in una intervista rivelò che un pomeriggio fu chiamato da Gabriel che aveva qualche problema con alcune tracce della colonna sonora e quella stessa sera le tracce di batteria vennero registrate di getto basando il tutto sull'improvvisazione.
Negli anni successivi continua i suoi tour internazionali, assorbendo una dose vitale di World Music.

## Dal 1990 al 2005
Dopo essere andato in tour con Peter Gabriel alla fine degli anni 80, dal 1990 al 91 si dedica a diverse collaborazioni e concerti in tutto il mondo suonando anche al WOMAD festival organizzato da Peter Gabriel, sempre nel 1991 esce il video didattico "Drums By Design" in cui si possono ammirare la notevole preparazione tecnica, la creatività e la musicalità di Billy Cobham, nel 1992 esce l'album "By Design" con partecipazioni illustri come Larry Coryell, Sheila Escovedo, Ernie Watts, e Brian Bromberg.
Nel 1994 prodotto da Stanley Clarke esce l'album Live at the Greek dove Cobham voluto dallo stesso Clarke sarà invitato a suonare con amici come Larry Carlton, Deron Johnson e Najee, album live dove vengono interpretati brani storici come All Blues di Miles Davis e Goodbye Pork Pie Hat di Charlie Mingus, ma l'album include anche una versione del classico "Stratus" dello stesso Cobham con due soli da parte di Larry Carlton e Najee.
Ispirato da un soggiorno in Brasile registra l'album The Traveler che esce nel 1994, ma che in realtà contiene brani registrati nel novembre 1983 al Real World Studios di proprietà di Peter Gabriel. Nel 1996 forma un quartetto orientato maggiormente ai suoni acustici chiamato Nordic con tre musicisti norvegesi, con cui registra due album "Nordic" e "Nordic/Off Color". Nello stesso anno si concentra su un progetto prodotto in Germania formando insieme al chitarrista Bill Bickford e al bassista Wolfgang Schmid il trio fusion Paradox da cui prende il nome anche l'album stesso, successivamente nel 1998 il trio realizzerà un secondo album live intitolato "First/Second". Nel 1998 esce anche un album solista dal titolo "Focused" in cui suonano tra gli altri insieme a Cobham il trombettista Randy Brecker, e Gary Husband alle tastiere, nello stesso anno Cobham collabora nuovamente con alcuni elementi della band Grateful Dead e con la partecipazione del bassista Alphonso Johnson registra "Jazz is Dead/Blue Light Rain".
Per tutti questi anni Cobham mantiene la sua attività incessante di touring come leader o con musicisti noti al mondo jazz, tra cui Kenny Barron e l'amico di vecchia data Ron Carter, infatti con questi ultimi realizza a cavallo tra il 2001 e il 2002 l'album "The Art of Three" un suo particolare progetto che produce insieme all'etichetta tedesca "In and Out records" con l'intento di raggiungere le nuove generazioni e naturalmente destinato anche ai cultori del genere il jazz più classico. Seguiranno i lavori "The Art of Five" (2002/2003) con la partecipazione del sassofonista Donald Harrison. Nel frattempo escono molteplici antologie e raccolte che tentano di sintetizzare e selezionare il grande lavoro discografico.
Nel 2001 Cobham produce in collaborazione con i fratelli Nicolosi, alias "Novecento storica band italiana degli anni 80, l'album di grande successo mondiale "Drum'n'Voice-All that Groove" con grandi partecipazioni fra le quali Randy e Michael Brecker; l'album venne stampato in tutto il mondo ed ottenne un ottimo successo di pubblico.
Contemporaneamente ai progetti jazz Cobham alterna negli stessi periodi progetti paralleli editi sempre dalla "In and Out records" dedicati ad una sorta di nuova fusion che tende a miscelare i suoni caraibici con il rock e il jazz, da qui Cobham dà vita ai Culturemix che realizzano il primo album nel 2002 intitolato per l'appunto "Culture Mix" seguito nel 2004 da "Colours", sempre nel 2004 Cobham viene contattato dal chitarrista Frank Gambale per registrare l'album di quest'ultimo dal titolo "Raison D'Être", quindi Cobham vola da Mosca a Los Angeles per le sedute di registrazione da cui ne uscirà un album fusion.

## Dal 2006 ad oggi

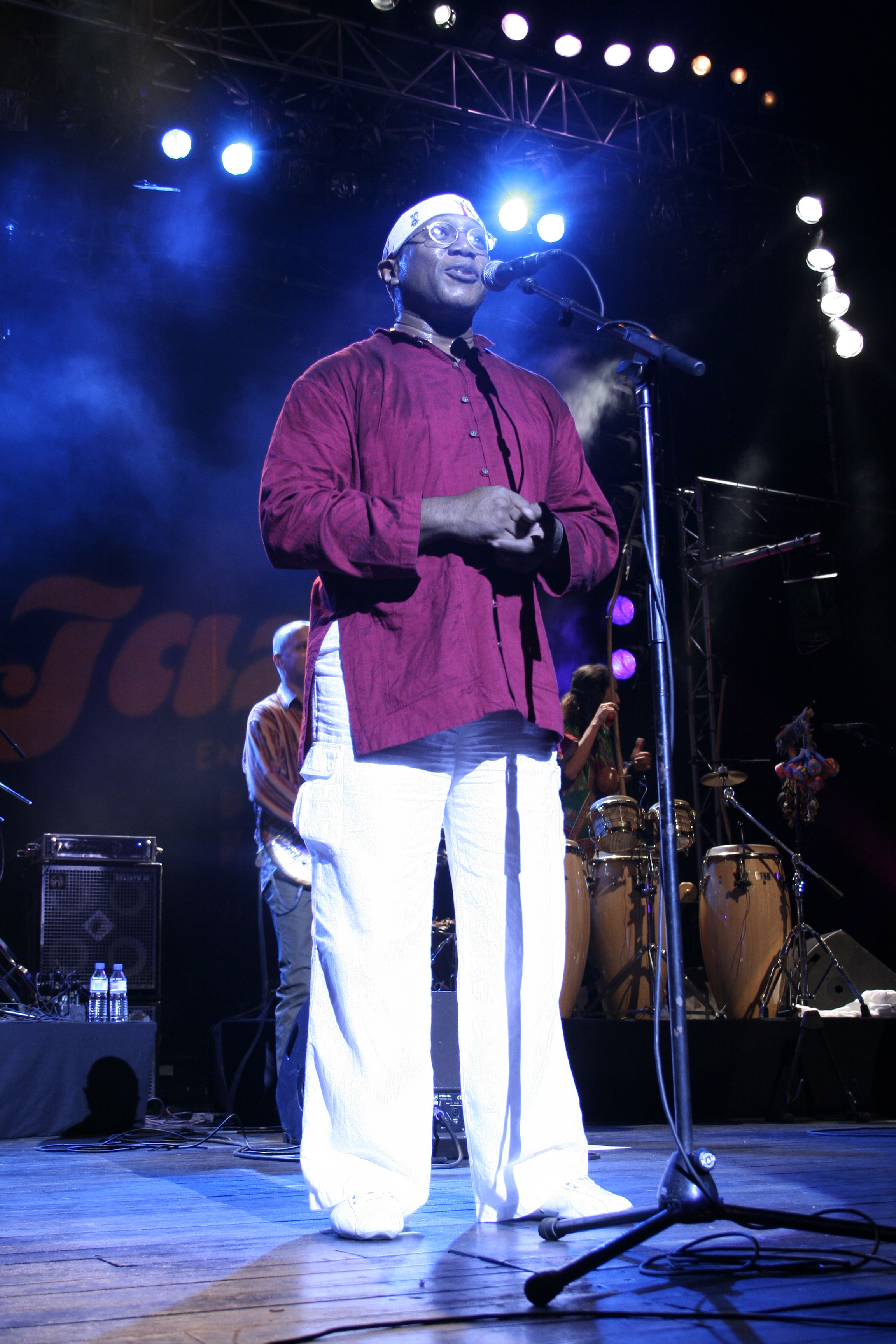
Billy Cobham nel 2006

Il 2006 vede Cobham più impegnato che mai: escono diversi lavori, realizza l'album "Drum'n voice 2" prodotto da Nicolosi productions, che sull'onda del precedente "Drum'n'Voice-All that Groove" sfrutta la formula delle partecipazioni straordinarie con ospiti come Jan Hammer, Buddy Miles, John Patitucci, Jeff Berlin, Dominic Miller, Mike Lindup, Airto Moreira, Frank Gambale, Brian Auger, Dario Chiazzolino, Guy Barker e i Novecento.
A questo disco seguirà un tour in giro per l'Italia.
Rilascia in questo periodo un'intervista.
Riprendendo il filone della collana dedicata al jazz classico esce nel 2006 "The Art of Four" (sempre con Carter e Harrison) dedicato alla memoria del pianista James Williams che figura nell'album, Nota: Alcune delle registrazioni dell'album risalgono ad un tour estivo del 2001.
Ancora nel 2006 Billy Cobham realizza in collaborazione con l'arrangiatore/compositore inglese Colin Towns e con la HR-BigBand un tributo alla Mahavishnu orchestra, un progetto live intitolato "Meeting of the Spirits - a celebration of the Mahavishnu orchestra" edito dall'etichetta (IN and OUT records).
Di recente è uscito il film-documentario Sonic Mirror dedicato all'impegno umanitario di Billy Cobham per i bambini che hanno difficoltà sociali nel Sud America. Il suo ruolo è trasmettere un messaggio di armonia e di forza attraverso il ritmo.
Nel 2007 riprende l'idea di riportare in tour il suo capolavoro Spectrum, infatti è stato di recente impegnato nell'US Spectrum Tour con Dean Brown, Brian Auger e Baron Browne, nel frattempo alterna alcuni concerti con i Culturemix, senza tralasciare un disco del pianista milanese Massimo Colombo dal titolo "Caravaggio" in cui Cobham suona accompagnato al basso da Jeff Berlin.
Nel 2008 realizza un disco con la band cubana ASERE dal titolo "Billy Cobham & Asere
De Cuba Y De Panama" un lavoro che riporta Cobham alle sonorità della madre patria.
Il suo nuovo album studio da solista è "Fruit From The Loom" (2008) album che inizialmente è stato venduto solo on line e di recente stampato in CD (import).
Nel 2008 Cobham realizza un album con la Orrenmaa Band, una band originaria di Helsinki; nell'album inoltre partecipa la sezione fiati della storica funk band Tower Of Power, il titolo dell'album è: Orrenmaa Band - Feat. Billy Cobham & Tower Of Power Horns - Make My Day"
A seguire nel 2009 Billy Cobham collabora con il chitarrista fusion Hiram Bullock per un progetto/tributo al chitarrista Jimi Hendrix, L'album porta il titolo: "Hiram Bullock Plays the Music of Jimi Hendrix with Billy Cobham and WDR Big Band Koln".
Nel 2010 esce "Drum'n'voice vol.3", prodotto e arrangiato da Lino Nicolosi e Pino Nicolosi, Nicolosi productions /Novecento. In questo terzo capitolo della collaborazione Cobham/Nicolosi partecipano anche Chaka Khan, Gino Vannelli, George Duke, Bob Mintzer, John Scofield, Brian Auger, Alex Acuna e i Novecento.
Quasi contemporaneamente a "Drum'n'voice vol.3" nel 2010 esce anche il nuovo album "Palindrome", dove figurano oltre ai nuovi brani inediti anche alcuni grandi classici di Cobham totalmente ri-arrangiati.
Gli anni tra il 2011 ed il 2013 vedono Billy Cobham impegnato nel lungo "Palindrome Tour", proprio nel 2011 esce un album live di una specifica tappa del tour, intitolato "Billy Cobham Band - Live in Leverkusen", a seguire nel gennaio del 2013 arriva un altro album live intitolato "Compass Point", che contiene un concerto registrato nel 1997 al Compass Point Hotel, nelle isole Bahamas.
Nel gennaio 2014 il nuovo album studio di Cobham, intitolato "Tales From The Skeleton Coast".

## Formazione attuale
- Billy Cobham - batteria
- Rocco Zifarelli - chitarra
- Michael Mondesir - basso
- Gary Husband - keyboards
- Christophe Cravero - tastiera e violino
- Camelia Ben Naceur - tastiere
- Andrea Andreoli - Trombone

## Discografia
1970
- Billy Cobham - Spectrum (WEA)
- Billy Cobham - Crosswind (WEA)
- Billy Cobham - Total Eclipse (WEA)
- Billy Cobham - Shabazz (WEA)
- Billy Cobham - A Funky Thide Of Sings (WEA)
- Billy Cobham - Life and Times (WEA)
- Billy Cobham - Cobham/Duke Live (WEA)
- Billy Cobham - Inner Conflicts (WEA)
- Billy Cobham - Magic (CBS)
- Billy Cobham - Simplicity of Expression Depth Of Thought (CBS)
- Billy Cobham - Magic/Symplicity of Expression Depth Of Thought (Columbia) (2 records in 1 CD)
- Billy Cobham - B.C (album rarissimo)

1980
- Billy Cobham - Flight Time (InAkustik)
- Billy Cobham - Stratus (InAkustik)
- Billy Cobham - Observations & Reflections (Elektra/Musician)
- Billy Cobham - Smokin' (Elektra/Musician)
- Billy Cobham - Warning (Eagle Rock)
- Billy Cobham - Power Play (Eagle Rock)
- Billy Cobham - Best Of (Atlantic)
- Billy Cobham - Picture This

1990
- Billy Cobham - The Traveler (Eagle Rock)
- Billy Cobham - Nordic (Eagle Rock)
- Billy Cobham - Nordic / Off Color (Eagle Rock)
- Billy Cobham - By Design
- Billy Cobham - Focused
- Mississippi Nights: Billy Cobham Live
- Billy Cobham - Ensemble New Hope Street (Eagle)
- Billy Cobham - North By NorthWest (Creative MultiMedia Concepts)
- Billy Cobham - Incoming (K-tel)
- Billy Cobham - Paradox - Paradox (Enja)
- Billy Cobham - Paradox - First/Second (Enja)
- Billy Cobham - Rudiments, The Billy Cobham Anthology (Warner)

2000 - Presente
- Billy Cobham - Drum'n'Voice-All That Groove (Nicolosi Productions - Just Groove)
- Billy Cobham - Art Of Three (In And Out Records)
- Billy Cobham - Billy Cobham Culture Mix (In And Out Records)
- Billy Cobham's Culture Mix - Colours (In And Out Records)
- Billy Cobham - The Art Of Five (In And Out Records)
- Billy Cobham - The Art Of Three, Live in Japan 2003 vol.1 (Sound Hills)
- Billy Cobham - The Art Of Three, Live in Japan 2003 vol.2 (Sound Hills)
- Billy Cobham - Drum'n'Voice 2 (Nicolosi Production - Just Groove) 2006
- Billy Cobham - The Art Of Four (In And Out Records)
- Billy Cobham/Colin Towns - Meetings Of The Spirits (In And Out Records)
- Billy Cobham & Asere - De Cuba Y De Panama [Astar Mwldan]
- Billy Cobham - Fruit From The Loom (Creative Multimedia Concepts)
- Billy Cobham Drum'n'Voice vol.3 (Nicolosi Productions Italy for Soul Trade)
- Billy Cobham - Palindrome (Varese Sarabande Records)
- Billy Cobham & band - Live in Leverkusen
- Billy Cobham - Compass Point
- Billy Cobham - Tales From The Skeleton Coast

## Alcune partecipazioni ad altri album
1960
- Horace Silver - Serenade To A Soul Sister (Blue Note)
- Horace Silver - You've got to take a little love (Blue Note)
- Kenny Burrell - God Bless The Child (CTI)
- Dreams - Dreams (CBS)
- Dreams - Imagine My Surprise (CBS)
- Miles Davis - Jack Johnson (CBS)
- Miles Davis - On the Corner (CBS)
- Miles Davis - Live Evil (CBS)
- Miles Davis - Bitches Brew (CBS)
- George Benson - Giblet Gravy (Verve)
- Quincy Jones - The Anderson Tapes (A&M)

1970
- George Benson - White Rabbit (CTI)
- James Brown - Make It Funky: The Big Payback 1971-1975
- Miles Davis - Get Up With It (CBS)
- Miles Davis - Circle in the Round (CBS)
- Miles Davis - Directions (CBS)
- Sonny Rollins - Don't Stop The Carnival (Milestone) 1978
- Ron Carter - Uptown Conversation
- Mahavishnu Orchestra - Inner Mounting Flame (CBS)
- Mahavishnu Orchestra - Birds of Fire (CBS)
- Mahavishnu Orchestra - Between Nothingness and Eternity (CBS)
- Milt Jackson - Sunflower (CTI)
- Deodato - Prelude (CTI)
- Deodato 2 - (CTI)
- Deodato - Whirlwinds (CTI)
- John McLaughlin - My Goals Beyond (Elektra/Musician)
- John McLaughlin - Electric Guitarist
- Santana/McLaughlin - Love Devotion Surrender (CBS)
- Carly Simon - Hotcakes
- Quincy Jones - I Heard That (A&M)
- Gil Evans - Live at the Public Theater (Trio/Japan)
- Brothers Johnson - Lookout for Number one (A&M)
- Mose Allison - Western Man (Atlantic)
- Mose Allison - Lessons in Living (Elektra/Musician)
- Les McCann - Invitation To Openness (Atlantic)
- Randy Weston - Blue Moses (CTI)
- Miroslav Vitous - Purple (CBS)
- Gene Ammons - Big Bad Jug (Prestige)
- Ray Barretto - The Other Road (Fania)
- Stanley Clarke - School Days (Epic)
- McCoy Tyner - Fly With The Wind (Milestone)
- Don Sebesky - Giant Box (CTI)
- Johnny "Hammond" Smith - Breakout (Kudu)
- Johnny "Hammond" Smith - Rock Steady (Kudu)
- Grover Washington - Soul Box (CTI)
- Grover Washington - All The King's Horses (CTI)
- Alphonso Johnson - A Live Muther for Ya! (CBS)

1980
- Ron Carter - New York Slick (1980)
- Mahavishnu Orchestra - Mahavishnu (1984)
- Larry Coryell - The Essential Larry CoryelI (Vanguard)
- Larry Coryell - Spaces (Vanguard)
- Arif Mardin - Journey (Atlantic)
- Mark Almond - Rising (Epic)
- Freddie Hubbard - Sky Dive (CTI)
- California Concert - (CTI)
- Consortium - Consortium (Mood)
- Cargo - Cargo (Bert on)
- Bobby and the Midnites - (Arista)
- Roberta Flack/Donny Hathaway - You've Got a Friend (WEA)
- Clarke/Duke Project - Atlantis (Epic)
- Fania All stars - Our Latin thing (Fania)
- Peter Gabriel - Passion: Music for The Last Temptation of Christ (Real World) 1988

1990 - Presente
- Mario Rosini - Magamusica (Le Folies Art)
- Larry Coryell - Spaces Revisited (Shanukie)
- Larry Coryell - +Live From Bahia (CTI)
- Stanley Clarke, Larry Carlton, Billy Cobham, Najee Live at the Greek - (Epic)
- Jazz Is Dead - Blue Light Rain CD (Zebra/WEA)
- Mahavishnu Orchestra - The Lost Trident Session (Columbia/Legacy)
- Frank Gambale - Raison D'Être (ESC)
- Donald Harrison - Heroes (Nagel Heyer)
- Massimo Colombo - Caravaggio
- Billy Cobham & Asere - De Cuba Y De Panama [Astar Mwldan]

2000 - Presente
- Marco Testoni & Hang Camera - Impatiens (Tre Lune Records) 2009
- Massimo Barbiero Odwalla Kratos & Bia - featuring Billy Cobham - (record Splasc(h)) 2002
- Annamaria Vinci - Grazie tante... 2013
- Roberto Tola Kon Tiki - featuring Billy Cobham, Eric Marienthal, Scott Wilkie - (record EBM) 2021